# Dòng thời gian về Phổ thông đầu phiếu ở nữ giới

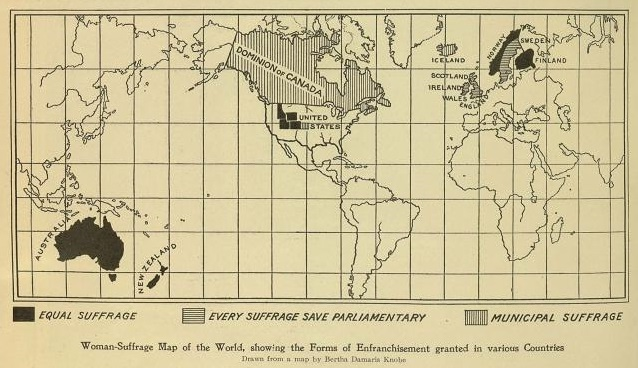
Quyền bầu cử của phụ nữ trên thế giới vào năm 1908

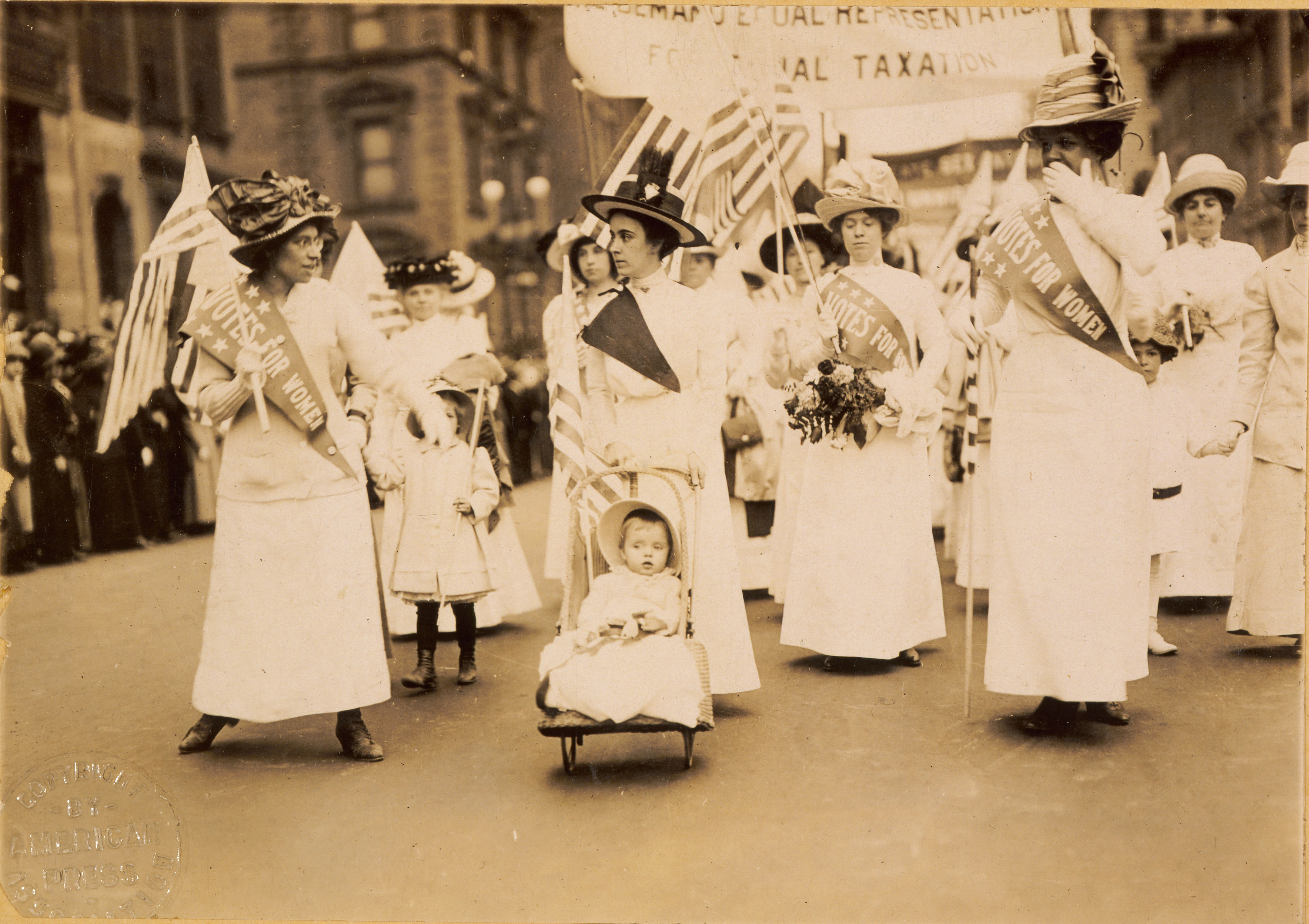
Cuộc diễu hành Phổ thông đầu phiếu, thành phố New York, ngày 6 tháng 5 năm 1912

Phổ thông đầu phiếu ở nữ giới - quyền bầu cử của phụ nữ - đã đạt được ở nhiều thời điểm khác nhau ở các nước trên thế giới. Ở nhiều quốc gia, quyền bầu cử của phụ nữ đã được công nhận trước quyền phổ thông đầu phiếu, vì vậy phụ nữ và nam giới từ các lớp hoặc chủng tộc nhất định vẫn không thể bỏ phiếu. Một số quốc gia công nhận quyền bầu cử cho cả hai giới cùng một lúc. Dòng thời gian này liệt kê những năm quyền bầu cử của phụ nữ được ban hành. Một số quốc gia được liệt kê nhiều lần, vì quyền được mở rộng cho nhiều phụ nữ hơn theo độ tuổi, quyền sở hữu đất đai, v.v. Trong nhiều trường hợp, cuộc bỏ phiếu đầu tiên diễn ra trong năm tiếp theo.
Một số phụ nữ ở Đảo Man (một phần địa lý của Quần đảo Anh nhưng không thuộc Vương quốc Anh) đã giành được quyền bỏ phiếu vào năm 1881. Mặc dù không phải là một quốc gia cho đến năm 1907, xứ thuộc địa New Zealand là quốc gia tự trị đầu tiên trên thế giới trong đó tất cả phụ nữ có quyền bỏ phiếu, nhưng không tham gia tranh cử quốc hội vào năm 1893, sau đó là xứ thuộc địa Nam Úc vào năm 1894 (không giống như New Zealand, cho phép phụ nữ tranh cử Quốc hội). Ở Thụy Điển, quyền bầu cử có điều kiện của phụ nữ được công nhận trong thời đại tự do từ 1718 đến 1772.
Đạo luật Nhượng quyền Liên bang Úc năm 1902 cho phép phụ nữ bỏ phiếu tại các cuộc bầu cử liên bang và cũng cho phép phụ nữ tham gia tranh cử Quốc hội Úc, biến quốc gia mới liên bang Úc trở thành quốc gia đầu tiên trong thế giới hiện đại làm điều đó. Năm 1906, Đại công quốc Phần Lan, trở thành nước cộng hòa Phần Lan, là quốc gia thứ hai trên thế giới thực hiện cả quyền bầu cử và quyền tranh cử. Phần Lan cũng là quốc gia đầu tiên ở châu Âu trao cho phụ nữ quyền bầu cử. Các thành viên nữ quốc hội đầu tiên trên thế giới đã được bầu ở Phần Lan vào năm sau. Ở châu Âu, khu vực tài phán cuối cùng trao cho phụ nữ quyền bầu cử là bang Appenzell Innerrhoden (AI) của Thụy Sĩ, vào năm 1991; AI là bang Thụy Sĩ nhỏ nhất với khoảng 14.100 cư dân vào năm 1990. Phụ nữ ở Thụy Sĩ đã giành được quyền bỏ phiếu ở cấp liên bang vào năm 1986, và ở cấp bang của địa phương từ năm 1959 đến năm 1972, ngoại trừ Appenzell năm 1989/1990, xem quyền bầu cử của Phụ nữ ở Thụy Sĩ. Tại Ả Rập Saudi, phụ nữ lần đầu tiên được phép bỏ phiếu vào tháng 12 năm 2015 trong cuộc bầu cử thành phố.
Đối với các quyền của phụ nữ khác, hãy xem dòng thời gian về quyền hợp pháp của phụ nữ (bên cạnh bỏ phiếu).

## Thế kỷ 17
1689
- Friesland: Các chủ sở hữu nữ được phép bỏ phiếu trong các cuộc bầu cử tại các bang Friesland ở các huyện nông thôn.[10]

## Thế kỷ 18
1718
- Thụy Điển: Nữ thành viên nộp thuế của các bang hội thành phố được phép bỏ phiếu trong các cuộc bầu cử thành phố địa phương (bị hủy bỏ năm 1758) và cuộc bầu cử quốc gia (bị hủy bỏ vào năm 1772):

1734
- Thụy Điển: Nữ chủ sở hữu tài sản nộp thuế của đa số hợp pháp được phép bỏ phiếu trong các cuộc bầu cử ở nông thôn địa phương (không bao giờ bị hủy bỏ).[3]

1755
- Corsica: Phổ thông đầu phiếu cho nữ giới trong Nghị viện của nước cộng hòa độc lập (nghị viện; bị Pháp bãi bỏ vào năm 1769).[11]

1756
- Hoa Kỳ (vẫn là thuộc địa của Anh cho đến năm 1776) thị trấn Uxbridge, Massachusetts: Một phụ nữ, Lydia Taft, được phép bỏ phiếu trong cuộc họp thị trấn.[12]

1776
- New Jersey (tiểu bang Hoa Kỳ) (bị hủy bỏ vào năm 1807)

## Thế kỉ 19

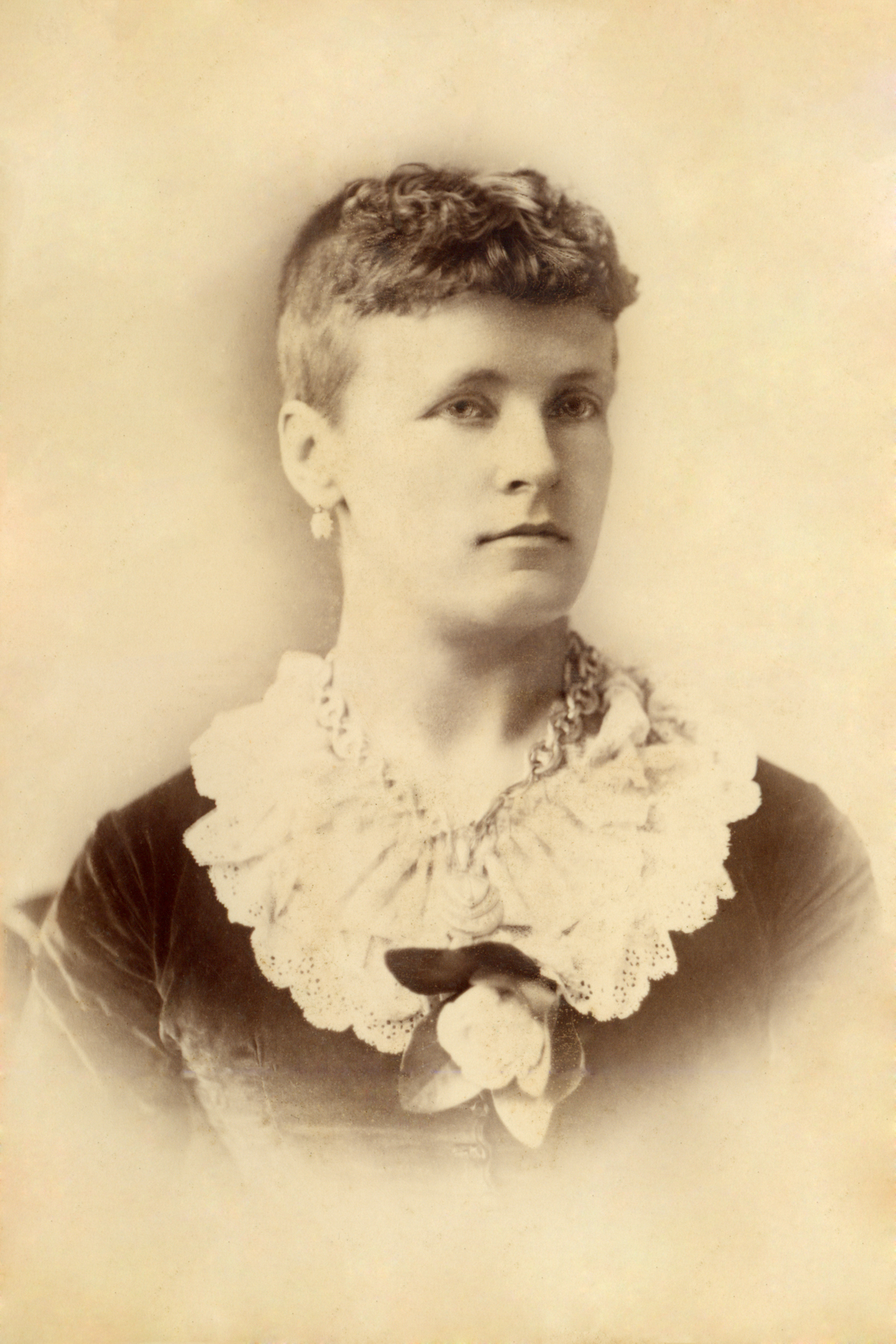
Chân dung một người không rõ danh tính ở New Zealand, Charles Hemus Studio Auckland, c. 1880, người ữ trẻ đeo hoa trà trắng và cắt tóc, cả hai đều là biểu tượng của sự ủng hộ để thúc đẩy quyền của phụ nữ

### Những năm 1830
1838
- Pitcairn Islands [13]

### Những năm 1840
1840
- Vương quốc Hawaii.[14][15]

1848
- Tuscany [16]

### Những năm 1850
1853
- Tỉnh Velez, nơi sau đó là Cộng hòa Granada mới (Colombia) trao quyền bầu cử phổ quát cho nam giới và phụ nữ. Tòa án tối cao bãi bỏ quy định cho phụ nữ.[17]

1856
- Norfolk Island

### năm 1860
1861
- South Australia - thuộc địa Nam Úc của Úc: phụ nữ sở hữu tài sản đã được bỏ phiếu.

1862
- Thụy Điển: giới hạn trong các cuộc bầu cử địa phương với số phiếu được xếp loại theo thuế; phổ thông đầu phiếu đạt được vào năm 1919, có hiệu lực tại cuộc bầu cử năm 1921.[18]
- Argentina: giới hạn trong các cuộc bầu cử địa phương, chỉ dành cho phụ nữ biết chữ ở tỉnh San Luis

1863
- Đại công quốc Phần Lan ( Russian Empire): giới hạn đối với phụ nữ nộp thuế ở nông thôn cho cuộc bầu cử đơn vị hành chính, và vào năm 1872, mở rộng ra các thành phố.[18]

1864

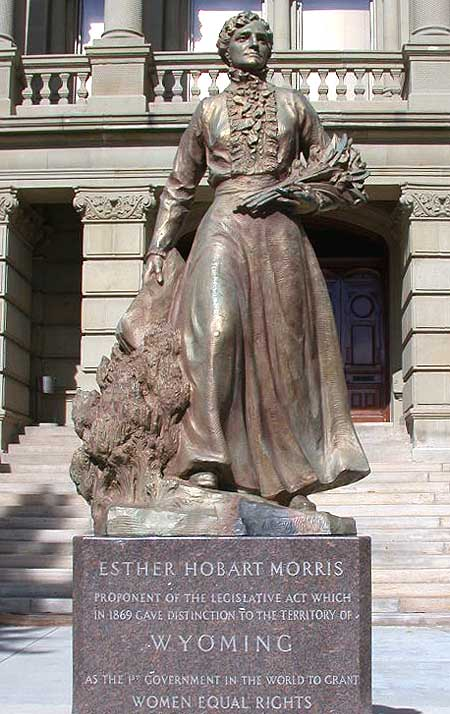
Tượng Esther Hobart Morris trước Tòa nhà Đại hội Bang Utah

- Victoria - thuộc địa Victoria của Úc: phụ nữ vô tình được bầu cử theo Đạo luật bầu cử (1863), và đã tiến hành bỏ phiếu trong các cuộc bầu cử năm sau. Đạo luật đã được sửa đổi vào năm 1865 để sửa lỗi.[19]
- Vương quốc Bohemia - Đế quốc Áo: giới hạn trong việc trả thuế cho phụ nữ và phụ nữ trong "các ngành nghề được học", những người được phép bỏ phiếu hộ và đủ điều kiện để bầu vào cơ quan lập pháp vào năm 1864.[18]

1869
- United Kingdom of Great Britain and Ireland: giới hạn ở những người phụ nữ độc thân có tỷ lệ bầu cử địa phương theo Đạo luật nhượng quyền.[20][21][22] (Quyền bầu cử một phần của phụ nữ trong cuộc bầu cử quốc gia năm 1918; phổ thông đầu phiếu năm 1928.)
- Hoa Kỳ - Lãnh thổ Wyoming: quyền bầu cử đầy đủ cho phụ nữ.[23]

### Những năm 1870
1870
- Hoa Kỳ - Lãnh thổ Utah, nơi trước đây đã cấp quyền bầu cử cho phụ nữ: điều này đã bị bãi bỏ như là một phần của Đạo luật Tucker Edmunds năm 1887.
- Ngày 10 tháng 5 năm 1872, Thành phố New York: Đảng Quyền bình đẳng đề cử Victoria Woodhull làm ứng cử viên của họ cho Tổng thống Hoa Kỳ.

### Những năm 1880
1881
- Isle of Man (tự trị phụ thuộc Vương quốc Anh, với quốc hội và hệ thống pháp lý riêng) (ban đầu chỉ giới hạn ở phụ nữ "tự do" và sau đó, vài năm sau, mở rộng sang cả phụ nữ "thành viên trông hộ gia đình").[24] Quyền bầu cử phổ thông / nhượng quyền thương mại cho tất cả đàn ông và phụ nữ thường trú được giới thiệu vào năm 1919. Tất cả đàn ông và phụ nữ (với một vài ngoại lệ như giáo sĩ) cũng có thể tham gia bầu cử từ năm 1919.[1]

1884
- Ontario - tỉnh Canada: giới hạn cho các góa phụ và phụ nữ độc thân bỏ phiếu trong các cuộc bầu cử thành phố; sau này mở rộng ra các tỉnh khác.[25]

1888
- Hoa Kỳ: Dự thảo sửa đổi Hiến pháp để mở rộng phổ thông đầu phiếu và quyền ứng cử cho phụ nữ (giới hạn bà cô không chồng và góa phụ sở hữu tài sản).[26]

1889
- Thành phố Franceville ở Tân Hebrides (quyền bầu cử phổ quát tồn tại ngắn ngủi của nó[27] trong vòng vài tháng)

### Những năm 1890
1893

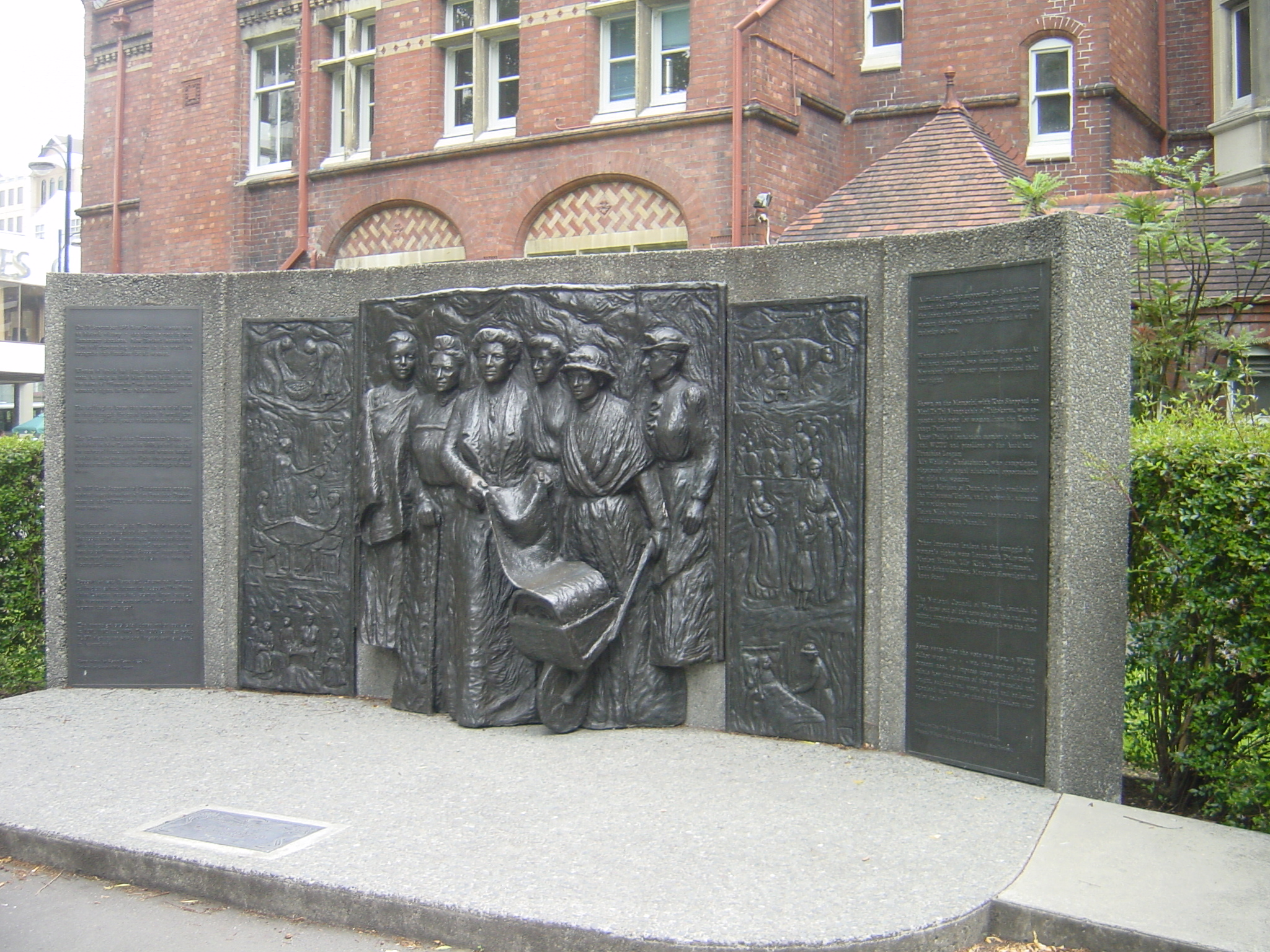
Đài tưởng niệm quốc gia Kate Sheppard, Christchurch, New Zealand

- New Zealand: thuộc địa tự trị đầu tiên trên thế giới, trong đó tất cả phụ nữ được trao quyền bầu cử trong các cuộc bầu cử quốc hội. Tuy nhiên, phụ nữ bị cấm tham gia tranh cử cho đến năm 1919.[2][28]
- Cook Islands (Anh bảo hộ) phổ thông đầu phiếu.[29]
- Colorado (tiểu bang Hoa Kỳ) tiểu bang đầu tiên trong liên minh giới thiệu phụ nữ bằng cách bỏ phiếu phổ biến.[30]

1894
- South Australia: quyền bầu cử phổ quát, mở rộng phổ thông đầu phiếu từ phụ nữ sở hữu tài sản (được cấp vào năm 1861) cho tất cả phụ nữ, thuộc địa đầu tiên ở Úc để làm như vậy.[31][32][33]
- United Kingdom of Great Britain and Ireland: Đạo luật chính quyền địa phương xác nhận quyền bầu cử của phụ nữ độc thân trong cuộc bầu cử địa phương và mở rộng nhượng quyền này cho một số phụ nữ đã kết hôn.[20][22] Đến năm 1900, hơn 1 triệu phụ nữ đã được đăng ký cho cuộc bầu cử chính quyền địa phương ở Anh.

1895
- South Australia: Phụ nữ Nam Úc trở thành người đầu tiên trên thế giới ứng cử.[31][32][33] Quyền này đã được cấp năm trước trong một đạo luật của Quốc hội Nam Úc.

1896
- Utah (tiểu bang Hoa Kỳ): thiết lập lại quyền bầu cử của phụ nữ khi lập bang.[34]
- Idaho (tiểu bang Hoa Kỳ)

1898
- Denmark: Danske Kvindeforeningers Valgretsforbund (Hiệp hội Bầu cử của Hiệp hội Phụ nữ Đan Mạch) được thành lập tại Copenhagen

1899
- Western Australia: thuộc địa Tây Úc

## Thế kỷ 20

### Những năm 1900
1901
- South Australia (tiểu bang Úc): được phép bỏ phiếu trong cuộc bầu cử liên bang đầu tiên của Úc
- Western Australia (tiểu bang Úc): được phép bỏ phiếu trong cuộc bầu cử liên bang đầu tiên của Úc

1902
- Australia: Đạo luật Nhượng quyền Khối thịnh vượng chung 1902 cho phụ nữ quyền bỏ phiếu tại các cuộc bầu cử liên bang theo cùng điều khoản với nam giới. Phụ nữ ở Nam Úc và Tây Úc có quyền bỏ phiếu ngang nhau trước Liên bang vào ngày 1 tháng 1 năm 1901 và được bảo đảm quyền bỏ phiếu tại cuộc bầu cử liên bang đầu tiên theo mục 41 của Hiến pháp Úc. Phụ nữ ở bốn tiểu bang khác có được quyền bầu cử ngang nhau với việc thông qua Đạo luật Nhượng quyền Liên bang, trong đó hạn chế bỏ phiếu dựa trên chủng tộc nhưng không dựa trên giới tính. Cuộc bầu cử liên bang Úc năm 1903 là lần đầu tiên theo luật mới.
- New South Wales (tiểu bang Úc)

1903
- Tasmania (bang Úc)

1905
- liên_kết= Latvia, Đế quốc Nga
- Queensland (tiểu bang Úc) (giới hạn ở phụ nữ không phải người bản địa)

1906

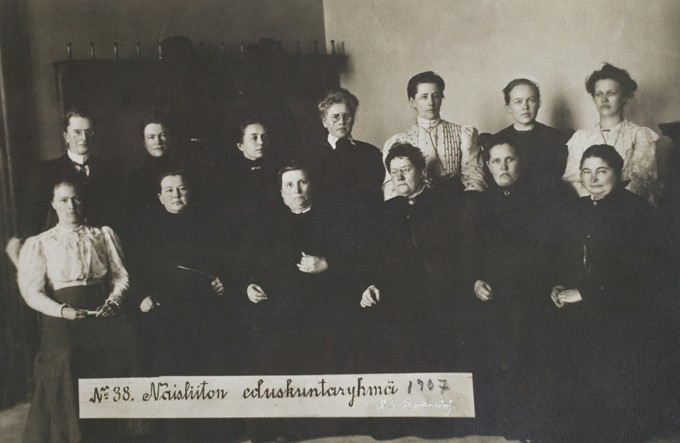
Các nữ nghị sĩ đầu tiên trên thế giới đã được bầu ở Phần Lan vào năm 1907

- Đại công quốc Phần Lan ( Russian Empire) (lần đầu tiên ở châu Âu trao cho phụ nữ quyền bầu cử và ứng cử vào quốc hội do kết quả của Cách mạng Nga năm 1905).[4][5] Các thành viên nữ quốc hội đầu tiên trên thế giới đã được bầu ở Phần Lan vào năm sau.
- New Hebrides: Có lẽ lấy cảm hứng từ thử nghiệm Franceville, Chung cư Anh-Pháp của New Hebrides trao cho phụ nữ quyền bỏ phiếu trong các cuộc bầu cử thành phố và phục vụ trong các hội đồng thành phố được bầu. (Giới hạn ở Anh, Pháp và các thuộc địa khác, và không bao gồm phụ nữ bản địa.) [35]

1908

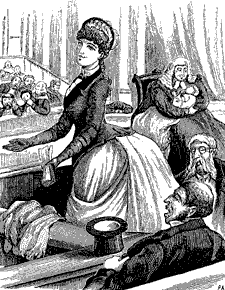
Cuộc tranh cãi về quyền của phụ nữ ở Victoria đã được đưa ra trong hình vẽ Melbourne Punch năm 1887 này

- Denmark  (giới hạn trong cuộc bầu cử địa phương)
- Victoria  (tiểu bang Úc): tiểu bang cuối cùng của Úc ban hành quyền bầu cử bình đẳng cho phụ nữ trong cuộc bầu cử tiểu bang

### Những năm 1910
1910
- Washington  (tiểu bang Hoa Kỳ)

1911
- California  (tiểu bang Hoa Kỳ)
- Argentina: Julieta Lanteri, bác sĩ và nhà hoạt động nữ quyền hàng đầu, bỏ phiếu trong cuộc bầu cử cho Cơ quan lập pháp thành phố Buenos Aires. Cô đã nhận ra rằng chính phủ đã không đưa ra các thông số kỹ thuật liên quan đến giới tính, và đã kháng cáo ra tòa, trở thành người phụ nữ Nam Mỹ đầu tiên bỏ phiếu.
- Bồ Đào Nha: Carolina Beatriz Ângelo trở thành người phụ nữ Bồ Đào Nha đầu tiên bỏ phiếu do kỹ thuật hợp pháp; luật này ngay sau đó đã được thay đổi để chỉ định những công dân nam biết chữ trên 21 tuổi có quyền bỏ phiếu.

1912
- Oregon  (tiểu bang Hoa Kỳ)
- Kansas  (tiểu bang Hoa Kỳ)
- Arizona  (tiểu bang Hoa Kỳ)

1913
- Alaska  (tiểu bang Hoa Kỳ)
- Norway

1914
- Montana  (tiểu bang Hoa Kỳ)
- Nevada  (tiểu bang Hoa Kỳ)

1915

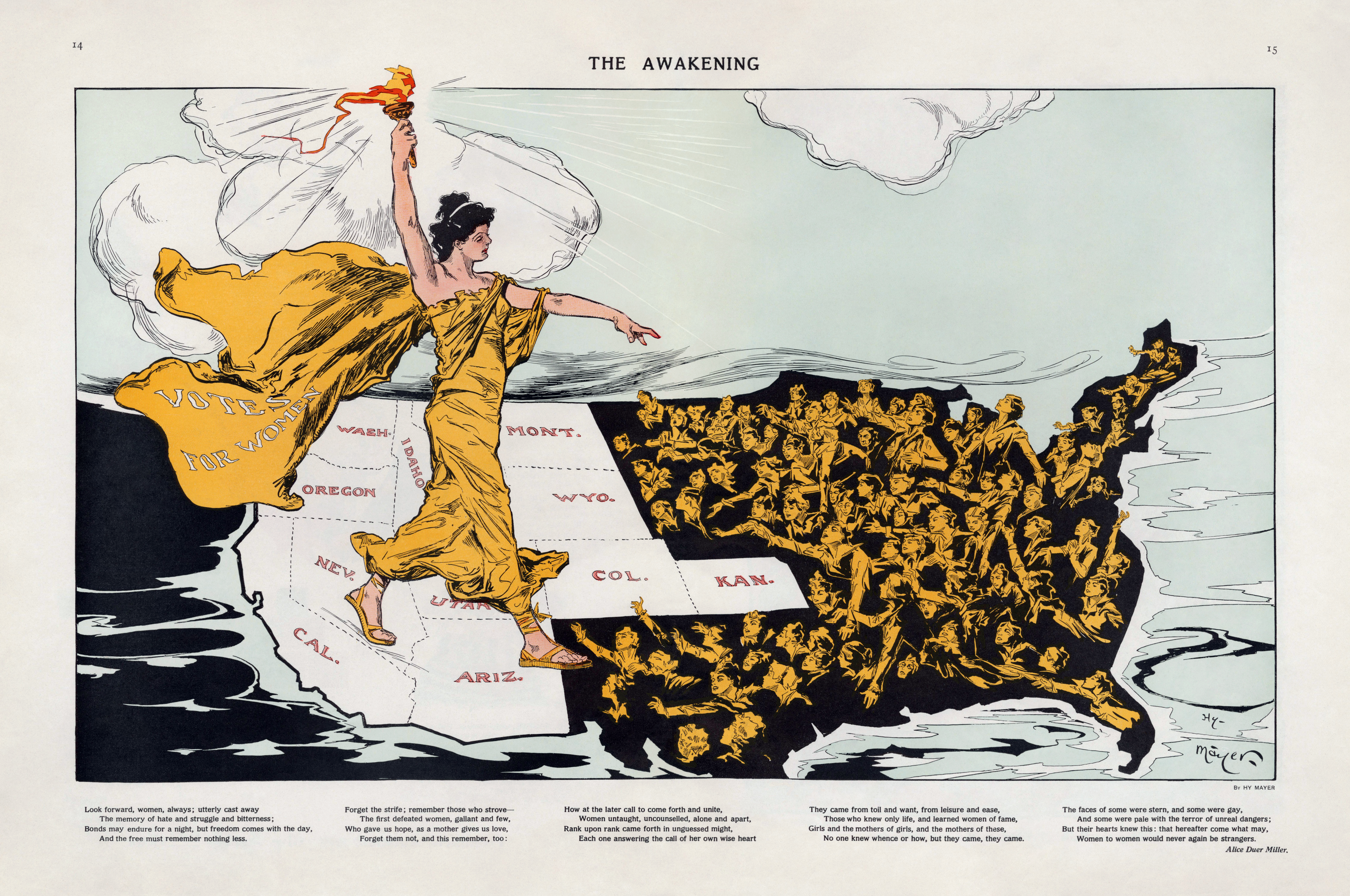
Bản đồ này xuất hiện trên tạp chí Puck trong Chiến dịch Empire State, một cuộc trưng cầu dân ý khó khăn về việc sửa đổi quyền bầu cử cho hiến pháp bang New York, cuộc trưng cầu dân ý thất bại năm 1915

- Denmark  (bao gồm cả Iceland) (quyền biểu quyết đầy đủ)

1916
- Manitoba  (tỉnh Canada)
- Saskatchewan  (tỉnh Canada)
- Alberta  (tỉnh Canada)

#### 1917
- New York  (tiểu bang Hoa Kỳ)
- Belarusian People's Republic
- Estonia
- Latvia  (là một quốc gia độc lập)
- Lithuania
- British Columbia  (tỉnh Canada)
- Ontario  (tỉnh Canada)
- Canada  (giới hạn cho các góa phụ do chiến tranh, phụ nữ phục vụ ở nước ngoài và phụ nữ có gia đình phục vụ ở nước ngoài)
- Cộng hòa Nga
- Ukrainian People's Republic
- Uruguay (theo Hiến pháp)
- Cộng hòa nhân dân Crimea [36]

#### 1918
- Michigan (tiểu bang Hoa Kỳ)
- South Dakota  (Hoa Kỳ)
- Oklahoma  (tiểu bang Hoa Kỳ)
- Austria
- Azerbaijan [37]
- Canada (giới hạn ở phụ nữ trên 21 tuổi, "không phải người ngoài sinh ra" và đáp ứng các tiêu chuẩn về tài sản được xác định ở cấp tỉnh)
- Denmark Bốn phụ nữ đầu tiên được bầu vào Folketing
- Nova Scotia (tỉnh Canada)
- Germany
- Cộng hòa Hungary Giới hạn cho phụ nữ trên 24 tuổi biết chữ. (quyền bầu cử đầy đủ được cấp vào năm 1945).[38]
- Poland
- Russian SFSR [39] (Liên Xô)
- Kyrgyz SSR (Liên Xô)
- Trinidad and Tobago (giới hạn ở phụ nữ trên 30 tuổi; có điều kiện về quyền sở hữu tài sản và trình độ của chồng. Phụ nữ trên 21 tuổi được nhượng quyền năm 1928)
- United Kingdom of Great Britain and Ireland  (giới hạn ở phụ nữ trên 30, so với 21 đối với nam và 19 đối với những người đã chiến đấu trong Thế chiến thứ nhất; vẫn có nhiều yêu cầu tài sản khác nhau; xem Đại diện Đạo luật Nhân dân 1918.)

#### 1919
- Afghanistan [40]
- Bản mẫu:Country data First Republic of Armenia [41][42]
- Bỉ (giới hạn bỏ phiếu ở cấp thành phố)
- Georgia
- Bản mẫu:Country data Hungarian Soviet Republic phổ thông chỉ cho các thành viên công đoàn.[38]
- Isle of Man - tất cả người lớn có thể bỏ phiếu hoặc được bầu - Góa phụ và phụ nữ độc thân sở hữu tài sản có thể bỏ phiếu từ năm 1881.
- Jamaica (Thuộc địa vương miện Anh) được cấp cho phụ nữ từ 25 tuổi trở lên, những người kiếm được 50 bảng trở lên mỗi năm hoặc đóng thuế 2 bảng. (Quyền bầu cử phổ thông dành cho người lớn không được cấp cho đến năm 1944.)[43][44]
- Czechoslovakia (bỏ phiếu ở cấp địa phương / thành phố)
- Luxembourg
- Hà Lan (quyền được bầu cử bảo vệ năm 1917)
- New Zealand (phụ nữ có quyền ứng cử vào quốc hội)
- New Brunswick (tỉnh Canada) (giới hạn bỏ phiếu. Quyền của phụ nữ được bảo vệ cho văn phòng được bảo vệ vào năm 1934)
- Minnesota (Hoa Kỳ)
- Southern Rhodesia (Thuộc địa vương miện Anh) (phụ nữ hiện được phép bỏ phiếu và ứng cử vào quốc hội)
- Cộng hòa Tây Nam da trắng
- Thụy Điển (hợp pháp hóa, bầu cử đầu tiên năm 1921)

### Những năm 1920
1920
- Albania
- Czechoslovakia (hiến pháp mới được thông qua đảm bảo quyền bầu cử phổ thông bao gồm phụ nữ và cuộc bỏ phiếu đầu tiên cho Quốc hội được tổ chức; về mặt chính trị, quyền bầu cử của phụ nữ đã được đảm bảo trong Tuyên ngôn Độc lập từ năm 1918, và bầu cử phụ nữ trong cuộc bầu cử địa phương năm 1919)
- Bản mẫu:Country data Travancore Vương quốc, Nhà nước Ấn Độ nguyên thủy ở Đế quốc Anh. Đó là nơi đầu tiên ở Ấn Độ cấp quyền bầu cử cho phụ nữ, nhưng không trao quyền tham gia bầu cử.[45]
- Bản mẫu:Country data Jhalawar State thứ 2 trong số các quốc gia hoàng tử ở Ấn Độ cấp quyền cho phụ nữ.
- Hoa Kỳ (tất cả các quốc gia còn lại bằng cách sửa đổi Hiến pháp liên bang)

1921
- Azerbaijan SSR [46] (Liên Xô)
- British Raj, Madras Presid President là người đầu tiên trong số các tỉnh ở Raj của Anh cấp quyền bầu cử cho phụ nữ, mặc dù có những hạn chế về thu nhập và tài sản và phụ nữ không được phép ứng cử.
- British Raj Tổng thống, Bombay trở thành tỉnh thứ hai trong số các tỉnh ở Ấn Độ thuộc Anh trao quyền cho phụ nữ bỏ phiếu với các hạn chế về thu nhập và tài sản và không thể tham gia tranh cử.

1922
- British Raj, tỉnh Miến Điện trở thành tỉnh thứ ba của Ấn Độ thuộc Anh cấp quyền bầu cử hạn chế, nhưng không có quyền tham gia tranh cử.[47]
- Irish Free State (quốc hội bình đẳng (Oireachtas) chấp nhận độc lập khỏi Vương quốc Anh. Quyền bầu cử một phần được cấp như một phần của Vương quốc Anh vào năm 1918.)
- Bản mẫu:Country data Kingdom of Mysore  trở thành khu vực hoàng gia thứ ba của Ấn Độ trao quyền bầu cử cho phụ nữ.[48]
- Prince Edward Island (tỉnh Canada)
- Yucatán (bang Mexico) (giới hạn trong các cuộc bầu cử khu vực và quốc hội)

1923
- British Raj, Hoa Tỉnh Agra và Oudh trở thành tỉnh thứ 4 ở Ấn Độ thuộc Anh để cấp quyền bầu cử hạn chế, mặc dù phụ nữ không thể nhậm chức.
- Nhà nước Rajkot trở thành quốc gia hoàng tử đầu tiên và là thực thể đầu tiên ở Ấn Độ thuộc Anh cấp cho phụ nữ cả quyền bầu cử và tham gia tranh cử.[48][49]

1924
- British Raj, tỉnh Assam trở thành tỉnh thứ 5 ở Anh Ấn Độ cấp quyền bầu cử với các hạn chế về thu nhập và tài sản, cũng như không có khả năng ứng cử.[50]
- Ecuador (một bác sĩ, Matilde Hidalgo de Prócel, kiện và giành quyền bầu cử)
- Kazakh SSR (Liên Xô)
- Bản mẫu:Country data Kingdom of Cochin  một trong những quốc gia hoàng tử của Ấn Độ thuộc Anh đã trao cả quyền bầu cử và quyền cho phụ nữ tham gia tranh cử.[48]
- Mongolia (không có hệ thống bầu cử tại chỗ trước năm nay)
- Saint Lucia
- Spain (giới hạn cho phụ nữ độc thân và góa phụ trong cuộc bầu cử địa phương. Thị trưởng phụ nữ đầu tiên)
- Tajik SSR (Liên Xô)

1925
- British Raj Tổng thống, Bengal trở thành tỉnh thứ 6 ở Anh Ấn Độ cấp quyền bầu cử hạn chế mà không có khả năng cho phụ nữ tham gia bầu cử.
- Bản mẫu:Country data Dominion of Newfoundland (giới hạn ở phụ nữ 25 tuổi trở lên; nam giới có thể bỏ phiếu ở tuổi 21. Quyền bầu cử bình đẳng được cấp vào năm 1946.)
- Italy (giới hạn trong cuộc bầu cử địa phương)

1926
- British Raj, tỉnh Punjab trở thành tỉnh thứ 7 ở Anh Ấn Độ cấp quyền bầu cử hạn chế mà không có khả năng cho phụ nữ tham gia bầu cử.[51]
- British Raj được Quốc hội Anh trao quyền sửa đổi các quy định bỏ phiếu và cho phép phụ nữ ứng cử, nếu tỉnh mà họ cư trú được cấp quyền bầu cử của phụ nữ.

1927
- British Raj tỉnh miền trung trở thành tỉnh thứ 8 ở Anh Ấn Độ trao quyền bầu cử cho phụ nữ.
- Turkmen SSR (Liên Xô)
- Uruguay (quyền bầu cử của phụ nữ được phát sóng lần đầu tiên vào năm 1927, trên tờ plebiscite của Cerro Chato)

1928
- United Kingdom (phổ thông đầu phiếu được thực hiện ngang bằng với nam giới theo Đạo luật Đại diện của Nhân dân 1928)

1929
- British Raj, Bihar và tỉnh Orissa trở thành tỉnh cuối cùng của Ấn Độ thuộc Anh cấp quyền bầu cử hạn chế cho phụ nữ với các hạn chế về thu nhập và tài sản.
- Ecuador (quyền bầu cử của phụ nữ được ghi vào Hiến pháp)
- Puerto Rico (phụ nữ biết chữ được trao quyền bầu cử. Quyền bầu cử bình đẳng được cấp vào năm 1935.)
- Romania (chỉ giới hạn trong các cuộc bầu cử địa phương, với các hạn chế) [52]

### Những năm 1930
1930
- South Africa (Đạo luật giới thiệu phụ nữ, 1930: giới hạn ở phụ nữ da trắng trên cơ sở giống như đàn ông da trắng.)
- Turkey (giới hạn trong cuộc bầu cử thành phố).[53]

1931
- Ceylon

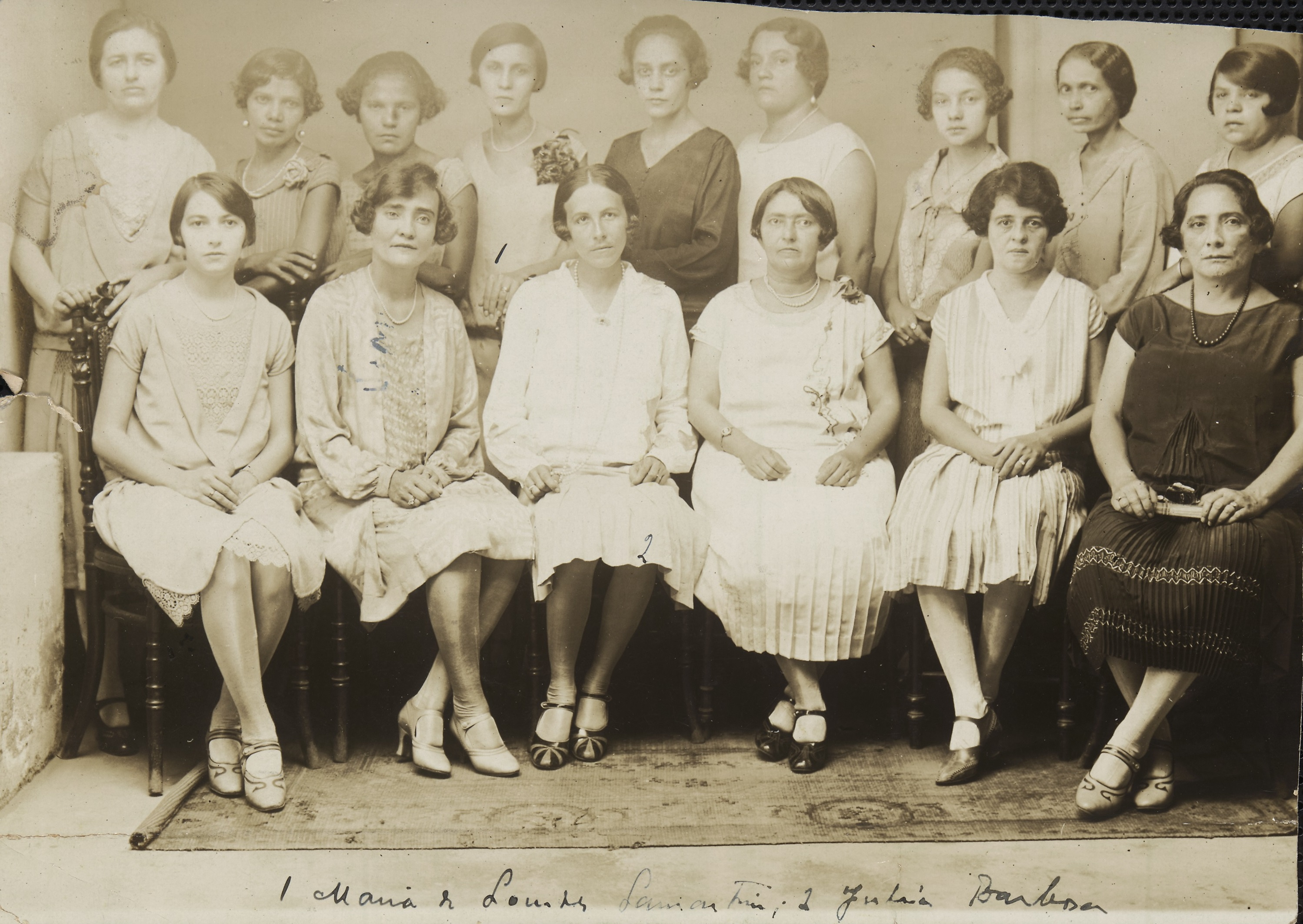
Đại cử tri nữ đầu tiên của Brazil.

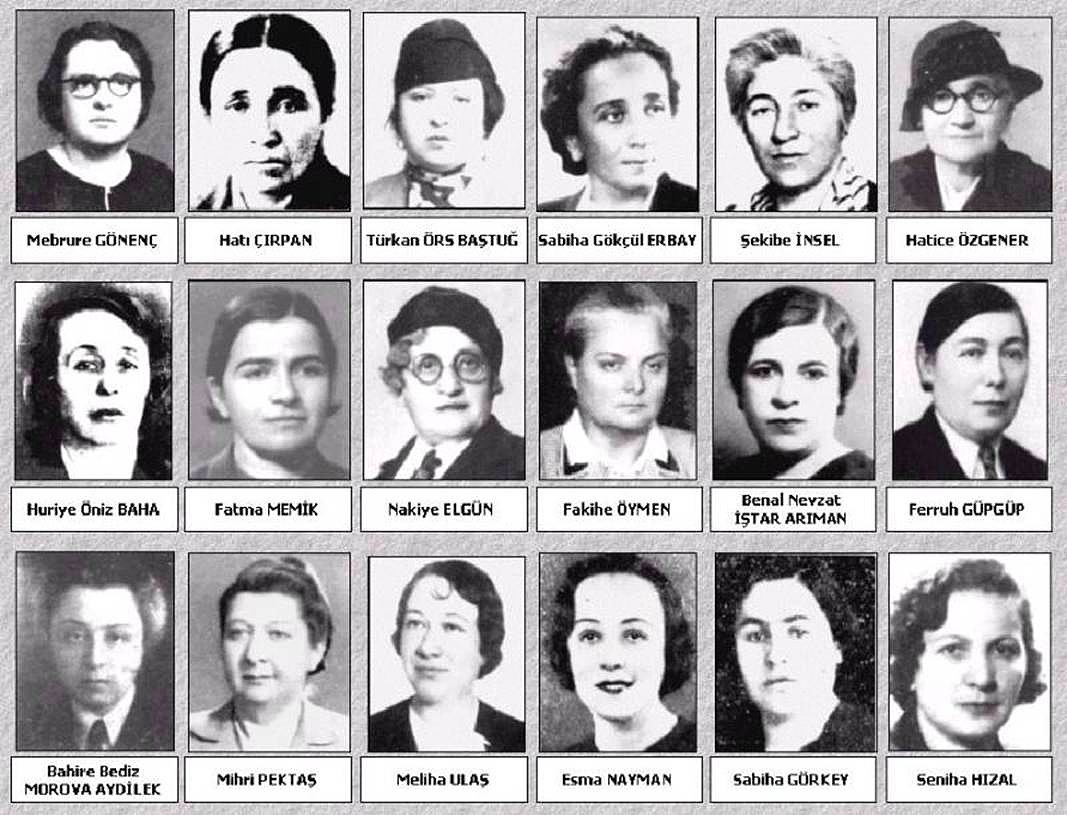
Mười tám nữ nghị sĩ đã tham gia Đại Quốc hội Thổ Nhĩ Kỳ vào năm 1935.

- Chile (giới hạn ở cấp thành phố cho nữ chủ sở hữu bất động sản theo Nghị định số 320)
- Bồ Đào Nha (với những hạn chế sau trình độ học vấn)
- Spain  (phổ thông đầu phiếu)

1932
- Đại cử tri nữ đầu tiên của Brazil. Brazil (phổ thông đầu phiếu)
- Maldives
- Thailand

1934
- Chile (giới hạn ở cấp thành phố theo Luật số 5,357)
- Cuba
- Bồ Đào Nha (quyền bầu cử được mở rộng)
- Tabasco (bang Mexico) (chỉ giới hạn trong các cuộc bầu cử khu vực và đại hội)
- Turkey (bầu cử quốc hội; quyền bầu cử đầy đủ).[53]

1935
- British Raj
- Miến Điện thuộc Anh (phụ nữ được trao quyền bầu cử).[28]
- Irish Free State (quyền bầu cử bình đẳng tại các cuộc bầu cử địa phương;[54] quyền bầu cử một phần của Vương quốc Anh từ năm 1869, được gia hạn vào năm 1918.[55])

1937
- Bulgaria (giới hạn cho các bà mẹ có con hợp pháp bỏ phiếu trong các cuộc bầu cử địa phương).[56]
- Dutch East Indies (chỉ dành cho phụ nữ châu Âu)
- Philippines [28]

1938
- Bolivia
- Uzbek SSR Nga (Liên Xô)

1939
- El Salvador (với những hạn chế đòi hỏi biết chữ và tuổi cao hơn) [57]
- Romania (phụ nữ được quyền bầu cử theo các điều khoản bình đẳng với nam giới có giới hạn đối với cả nam và nữ; trong thực tế, các hạn chế ảnh hưởng đến phụ nữ nhiều hơn nam giới) [58][59]

### Những năm 1940
1940
- Quebec (tỉnh Canada)
- Moldavian SSR (Liên Xô) (là một phần của Romania, quyền bầu cử một phần từ năm 1929, được gia hạn vào năm 1939)

1941
- Dutch East Indies (chỉ giới hạn ở phụ nữ châu Âu)
- Panama (có hạn chế. Quyền bầu cử đầy đủ được cấp vào năm 1946)

1942
- Dominican Republic

1944
- Bermuda (giới hạn đối với phụ nữ nắm giữ tài sản) [60]
- Bulgaria (toàn quyền) [61]

Năm 1945
- Pháp
- Dutch East Indies
- Guatemala (chỉ biết chữ) [62]
- Italy
- Nhật Bản
- Senegal
- Pháp Togoland
- Yugoslavia

1946
- Cameroon
- Pháp Somaliland
- Kenya
- North Korea [63]
- Liberia (chỉ dành cho phụ nữ Americo; đàn ông và phụ nữ bản địa không được giới thiệu cho đến năm 1951)
- Mandatory Palestine
- Bồ Đào Nha (mở rộng quyền bầu cử)
- Romania (mở rộng toàn quyền) [58]
- Venezuela
- Vietnam

1947
- Argentina [64]
- Republic of China (bao gồm Đài Loan: có hạn chế)
- Malta
- Mexico (giới hạn ở cấp thành phố)
- India
- Nepal
- Pakistan
- Singapore

1948
- United Nations đã thông qua Tuyên ngôn Nhân quyền Phổ quát Điều 21 [65]
- Bỉ
- Israel (thành lập nhà nước)
- Hàn Quốc
- Niger
- Hà Lan

1949
- Chile (quyền mở rộng cho tất cả các cuộc bầu cử vào ngày 8 tháng 1 theo Luật số 9.292)
- Netherlands Antilles [66]
- People's Republic of China (thành lập nhà nước)
- Costa Rica
- Syria

### Những năm 1950
1950
- Barbados
- El Salvador (tất cả các hạn chế được loại bỏ) [57]

1951
- Antigua and Barbuda
- Dominica
- Grenada
- Nepal
- Saint Christopher-Nevis-Anguilla
- Saint Vincent and the Grenadines
- Ghana

1952
- United Nations ban hành Công ước về quyền chính trị của phụ nữ
- Bolivia
- Côte d'Ivoire
- Greece
- Bhutan
- British Guiana
- Mexico (tất cả phụ nữ và cho các cuộc bầu cử quốc gia)

1954
- British Honduras
- Gold Coast

1955
- Cambodia
- Ethiopia
- Indonesia
- Honduras
- Nicaragua
- Peru

1956
- Dahomey
- Comoros
- Egypt
- Gabon
- Mali
- Bản mẫu:Country data British Somaliland

1957
- Colombia (theo Hiến pháp Lưu trữ ngày 29 tháng 10 năm 2014 tại Wayback Machine) [67]
- Malaya
- Southern Rhodesia
- Lebanon (toàn quốc)

1958
- Upper Volta
- Chad
- Guinea
- Laos
- Nigeria (Nam)

1959
- Brunei
- Vaud (bang Thụy Sĩ)
- Neuchâtel (bang Thụy Sĩ)
- Madagascar
- San Marino
- Tanganyika
- Tunisia
- Cayman Islands

### Những năm 1960
1960
- Cyprus
- Gambia
- Geneva (bang Thụy Sĩ)
- Tonga

1961
- Burundi
- Mauritania
- Malawi
- Paraguay
- Rwanda
- Sierra Leone

1962
- Algeria
- Australia (quyền bầu cử phổ thông của đàn ông và phụ nữ thổ dân Úc)
- Bahamas
- Brunei (bị thu hồi) (bao gồm cả nam giới)
- Monaco
- Uganda
- Northern Rhodesia

1963
- Congo
- Equatorial Guinea
- Fiji
- Iran (sau một cuộc trưng cầu dân ý)
- Kenya
- Morocco

1964
- Libya
- Papua New Guinea (Lãnh thổ Papua và Lãnh thổ New Guinea)
- Sudan

Năm 1965
- Botswana
- Lesotho
- Guatemala (tất cả các hạn chế được loại bỏ).[62]

1966
- Basel-Stadt (bang Thụy Sĩ)

1967
- Democratic Republic of the Congo
- Ecuador (phiếu bầu của phụ nữ bắt buộc, giống như của nam giới) [68]
- Kiribati
- Tuvalu
- South Yemen

Năm 1968
- Basel-Landschaft (bang Thụy Sĩ)
- Bermuda (phổ quát)
- Nauru
- Bồ Đào Nha (một số quyền bầu cử được dành riêng cho nam giới)

### Những năm 1970
1970
- Andorra
- North Yemen

1971
- Thụy Sĩ (cấp liên bang)

Năm 1972
- Bangladesh (quyền bầu cử được ghi trong hiến pháp được thông qua sau khi giành độc lập. (Đối với quyền trước năm 1971, hãy xem Raj 1935 của Anh và Đông / Tây Pakistan 1947)

Năm 1973
- Bahrain [69] (Bahrain không tổ chức bầu cử cho đến năm 2002).[70]

1974
- Jordan
- Solomon Islands

1975
- Angola
- Cape Verde
- Mozambique
- São Tomé and Príncipe
- Vanuatu

1976
- Timor Timur (Indonesia)
- Bồ Đào Nha (tất cả các hạn chế đã được dỡ bỏ sau Cách mạng hoa cẩm chướng).[71][72]

1977
- Guinea-Bissau

1978
- Marshall Islands
- Federated States of Micronesia
- Nigeria (Bắc)
- Palau

### Những năm 1980
1980
- Iraq [69]

1984
- Liechtenstein

1985
- Kuwait (lần đầu tiên) [73]

1986
- Central African Republic

1989
- Namibia (Namibia không bao giờ tổ chức một cuộc bầu cử cho đến năm 1989. Namibia giành được độc lập từ chính phủ Nam Phi vào năm 1990)

### Những năm 1990
1990
- Western Samoa

1991
- Appenzell Innerrhoden (bang Thụy Sĩ) đã bị Tòa án tối cao liên bang Thụy Sĩ buộc phải chấp nhận quyền bầu cử của phụ nữ

1996
- Afghanistan (bị Taliban thu hồi).[74]

1999
- Qatar [75][76]
- Kuwait (bị thu hồi).[73]

## Thế kỷ 21

### Những năm 2000
2001
- Afghanistan (cấp lại sau khi Taliban sụp đổ).[74]

2003
- Oman

2005
- Kuwait [77]
- Iraq [78]

2006
- United Arab Emirates (UAE) (quyền bầu cử hạn chế cho cả nam và nữ).[79]

### Những năm 2010
2015
- Saudi Arabia (được giới thiệu cùng với quyền ra tranh cử trong thành phố).[80]

Lưu ý: ở một số quốc gia cả nam và nữ đều có quyền bầu cử hạn chế. Ví dụ, ở Brunei, một quốc gia, không có cuộc bầu cử quốc gia và việc bỏ phiếu chỉ tồn tại đối với các vấn đề địa phương. Tại Các Tiểu vương quốc Ả Rập Thống nhất, những người cai trị trong bảy tiểu vương quốc, mỗi người chọn một tỷ lệ cử tri cho Hội đồng Quốc gia Liên bang (FNC), cùng chiếm khoảng 12% công dân Tiểu vương quốc Dubai.